# Крочикио (Перуђа)
Крочикио је насеље у Италији у округу Перуђа, региону Умбрија.
Према процени из 2011. у насељу је живело 223 становника. Насеље се налази на надморској висини од 468 м.